# Férfi helyből hármasugrás az 1904. évi nyári olimpiai játékokon
Az 1904. évi nyári olimpiai játékokon az atlétika férfi helyből hármasugrás versenyszámát szeptember 3-án rendezték a Francis Fieldben. Utolsó alkalommal rendezték meg a férfi helyből hármasugrás versenyszámát, a további olimpiákon már csak a mai hagyományos hármasugró versenyszám szerepel.

## Rekordok
A versenyt megelőzően a következő rekordok voltak érvényben  férfi helyből hármasugrásban:
| Olimpiai rekord | Ray Ewry (USA) | 10,58 m | Párizs, Franciaország | 1900. július 16. |

A versenyen új rekord nem született.

## Eredmények
Az eredmények méterben értendők.

### Döntő
Az eredeti dokumentumokban csak a legjobb ugrást dokumentálták, a döntőt szeptember 3-án rendezték.
| H     | Név             | Nemzet                 | L     | Mj |
| ----- | --------------- | ---------------------- | ----- | -- |
| Arany | Ray Ewry        | Egyesült Államok (USA) | 10,54 |    |
| Ezüst | Charles King    | Egyesült Államok (USA) | 10,16 |    |
| Bronz | Joseph Stadler  | Egyesült Államok (USA) | 9,60  |    |
| 4.    | Garrett Serviss | Egyesült Államok (USA) | 9,53  |    |